# バーマス鉄道橋
バーマス鉄道橋（バーマスてつどうきょう、英語: Barmouth Railway Bridge、Barmouth Bridge〈バーマス橋〉、Barmouth Viaduct〈バーマス高架橋〉、ウェールズ語: Pont reilffordd Abermaw〈アベルマウ鉄道橋〉、Pont Abermaw〈アベルマウ橋〉）は、ウェールズのバーマス（アベルマウ）に近接したマウザッハ川の河口に架かるイギリス指定建造物2*級 (Grade II*) に指定された単線の鉄道高架橋である。全長 820メートル (2,690 ft) のうち 700メートル (2,300 ft) が木造であるこの橋は、カンブリアン線を渡している。ウェールズで最も長い木造の高架橋であり、イギリスで変わらずに使用されている極めて古い高架橋の1つである。
バーマス鉄道橋は、アベリストウィスとプスヘリ間を結ぶアベリストウィス・アンド・ウェルシュ・コースト鉄道の建設にあたり設計された。工事は1861年に認可され、1864年に着工した。完成した橋は1867年10月10日、正式に開通した。その後、水中の鉄材部分に重大な腐食が見つかり、補強修復計画が1899年12月から1902年後半にかけて行なわれた。その間にトールシップ（背高の船、帆船）の往来を可能にするよう橋に組み込まれた跳ね橋は、旋回橋に置き換えられたが、あまり利用されないまま操作されなくなった。1980年までに、高架橋はフナクイムシの侵襲を受けて、廃止・解体されることが懸念されたが、その観光的価値から、1985-1986年に修繕された。その間しばらく運休するとともに、重量規制および機関車牽引列車の禁止も導入された。これらの制限は2005年より緩和されている。
グウィネズのモルヴァ・マウザッハ駅とバーマス駅の間にある高架橋は、鉄道ならびに歩行者・自転車に利用され、ナショナル・サイクル・ネットワーク（全英自転車網）ルート8の一部分となる。2013年まで歩行者・自転車に通行料が取られていたが、2017年からは任意になっている。

## 位置
バーマス鉄道橋は、北のバーマスと南のアルソグに近いモルヴァ・マウザッハの間にあるマウザッハ川の河口を横断する。マウザッハ河口は、ドルゲサイの学術研究上重要地域 (Site of Special Scientific Interest; SSSI)およびスノードニア国立公園内に位置する。カンブリアン線（カンブリアン・コースト線、英: Cambrian Coast Line）は2018年までアリーヴァ・トレインズ・ウェールズにより運営されていたが、現在はトランスポート・フォー・ウェールズによって運営され、北はプスヘリ駅に、東はマハンセス駅、シュルーズベリー駅、バーミンガム国際駅に接続されている。
マウザッハ川を渡る最寄りの道路は、上流約 8キロメートル (5 mi) のペンマーンプールの有料橋（英: toll bridge）で、この1879年に建設された木橋は、1.5メトリックトン (3,300ポンド) 未満の車両を渡すことができる。より重い車両は、バーマスから約 16キロメートル (10 mi) のドルゲサイにある最初の一般道路橋を利用するしかない。

## 構造
橋の木造部は長さ 700メートル (699m) で、各支間（スパン）約5.5メートル (5.8-6.2m、約2300ft) の113の木材の構脚（トレッスル）で構成され、鋳鉄の橋脚（英: piers）により支えられている。これはイギリスに架かる最も長い木製高架橋の1つであり、1988年3月22日よりイギリス指定建造物2*級 (Grade II*) に指定されている。
橋のほとんどは砂礫層の上に構築され、飛砂（ひさ）に覆われている。旋回橋がある高架橋の北端は、リノギズ連山の麓の岩塊 Figle Fawr（ヴィグレ・ヴァウル）に隣接しており、流路を通過する水の流れは最大 16.7キロメートル毎時 (9.0ノット) となる。
木製の構脚（トレッスル）は、橋脚ごとに一組3本の杭（パイル、英: piles）が、直径 91.5センチメートル (36 in) の螺旋沓（スクリューディスク、英: screw discs）のついた幅 25センチメートル (10 in) - 36センチメートル (14 in) の螺旋杭（スクリューパイル、英: screw piles）をもとに構築された。長さ 12.2メートル (40 ft) 、深さ 1.2メートル (4 ft) の木造の格子桁（レトリスガーダー、英: trellis girders）が、防舷材（フェンダー、英: fenders）として打たれた杭とともに床版（英: deck）を支えた。構脚辺りの水域は、春の潮汐において最深 16.5メートル (54 ft) であったが、杭を保護するために石を投入することで川床が持ち上げられた。

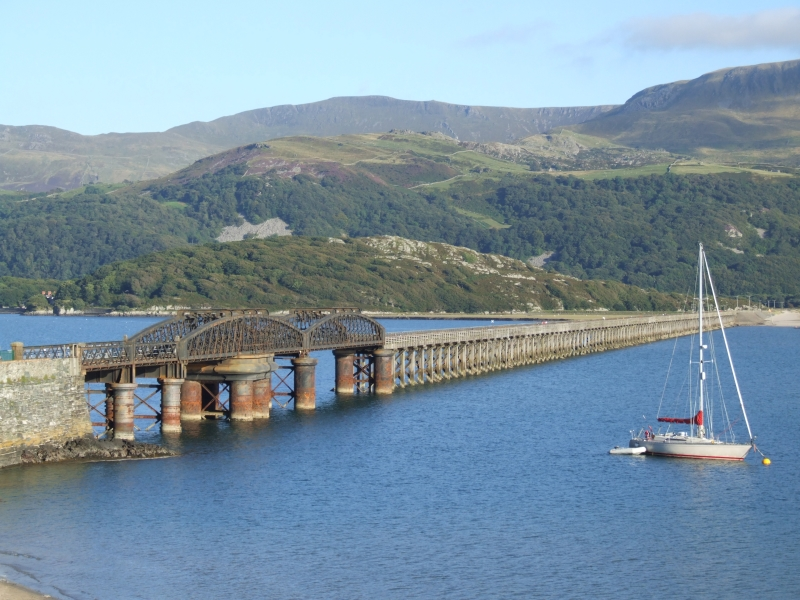
横断橋の北端にはトールシップ（帆船）を通過させる旋回橋部分があるが、1980年代の検査以降は使用されていない。

当初、高架橋の北端付近には 14.3メートル (47 ft) の木製の跳ね橋があり、トールシップ（帆船）が上流へ通過できるようになっていた。跳ね橋の支間は、錬鉄の杭の上に置かれ、15.2メートル (50 ft) 間隔をあけて配置された4つの 11.2メートル (37 ft) の車輪、それに9つのスチールローラー（英: steel rollers）が行路を傾斜・後退させることにより開かれた。開口時、防舷材間の間隔は 11メートル (36 ft) であった。跳ね橋は、鉄道の開通により従来の船の往還が実質的に不要になったため、常時使用されることはなかった。
現在、この北端にある最初の2支間は、鋳鉄の円筒形橋脚の堅固な支柱の上に構築されている。跳ね橋は、1900年に、固定支間 36メートル (118 ft) で中心枢軸を回転させる長さ 41.5メートル (136 ft) の単体の鋼製回転支間を備えた旋回橋（英: swing bridge）に置き換えられた。支間はかまぼこ型の格子トラスで、一対の円筒形の鉄製橋脚により支持され、回転台は4本の橋脚群の上に設置されている。この当初の跳ね橋の代わりに設置された鋼製の旋回橋部分は、1987年4月に検査のため開かれたのが最後となる。現在、その可動部分に渡された途切れなく続くレールの架設が、機構部分、そして河口に出入りするトールシップの通路をふさいでいる。ただし、旋回橋に付随するすべての装置は、指定建造物2*級の登録のもと、そのまま残されている。
歩行者やサイクリスト（自転車）は、橋の東側にある人道橋を通って河口を渡ることができる。1996年以来、人道橋はカーディフとホリーヘッドを結ぶナショナル・サイクル・ルート8の一部になっている。人道橋はネットワーク・レールが所有しており、グウィネズ評議会はその使用許可と引き換えに年間保全費の10パーセントを負担している。

## 歴史

### 建設

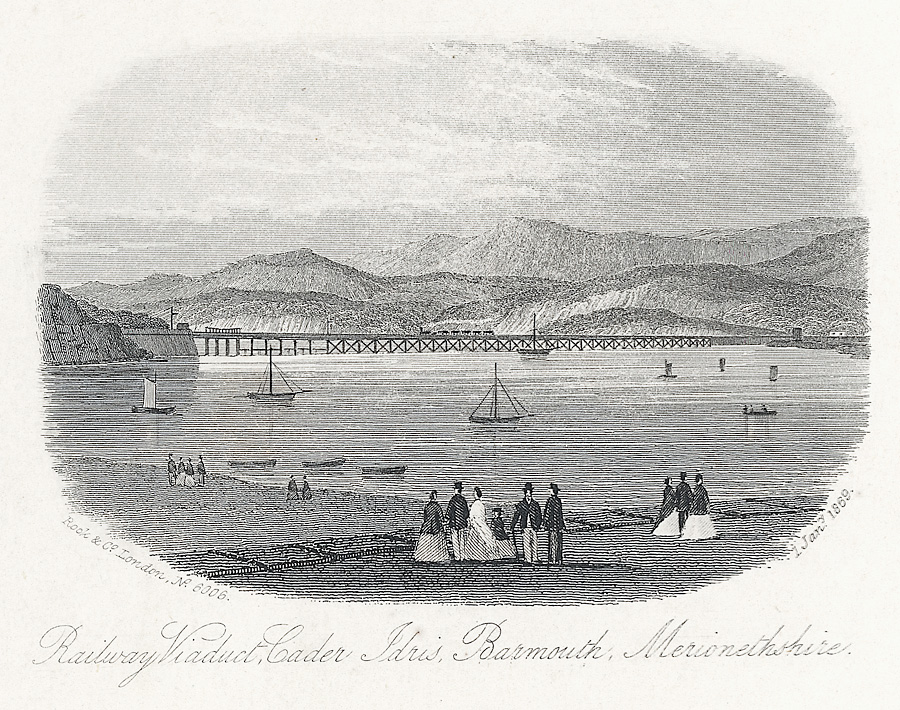
河口と橋の描画（1869年頃）
‘Railway Viaduct, Cader Idris, Barmouth, Merionethshire’
「鉄道高架橋、カダイル・イドリス、バーマス、メリオネスシャー」

バーマスのマウザッハ河口を渡る橋は、アベリストウィスとプスヘリ間の路線を築いたアベリストウィス・アンド・ウェルシュ・コースト鉄道 (A&WCR) により計画され、鉄道敷設の許可が1861-1862年に承認されると、その橋の詳細な設計が開始された。
バーマス鉄道橋は、シビルエンジニア（英: civil engineers）のベンジャミン・ピアシーとヘンリー・コニベアによって設計された。コニベアが木造 (timber) 高架橋の使用を決めたのは、海路でバルト海沿岸の国から木材を輸入したほうが鉄の橋を建設するより約4倍安価なためであった。その決定は、河口には経時的に木材に侵襲して劣化させる海洋穿孔虫（フナクイムシ）はいないという誤った認識にも影響を受けた。バーマスの橋はどの橋より長くなったが、この時代、イギリス沿岸鉄道では木材パイル（杭）高架橋が一般的であった。
建設は1864年に始まり、建築請負人はトーマス・サヴィン、それに鉄製部品（英: ironwork）は John Cochrane ＆ Sons により製造された。早くから進行は強い潮流により妨げられ、艀（はしけ）より橋の橋脚を沈める試みは何度か失敗したが、1866年3月から6月のうちに、足場が橋の北側の橋台（アバットメント、英: abutment）から構築されると、橋脚が水中に沈められ、岩に設置されて、コンクリートで固められた。

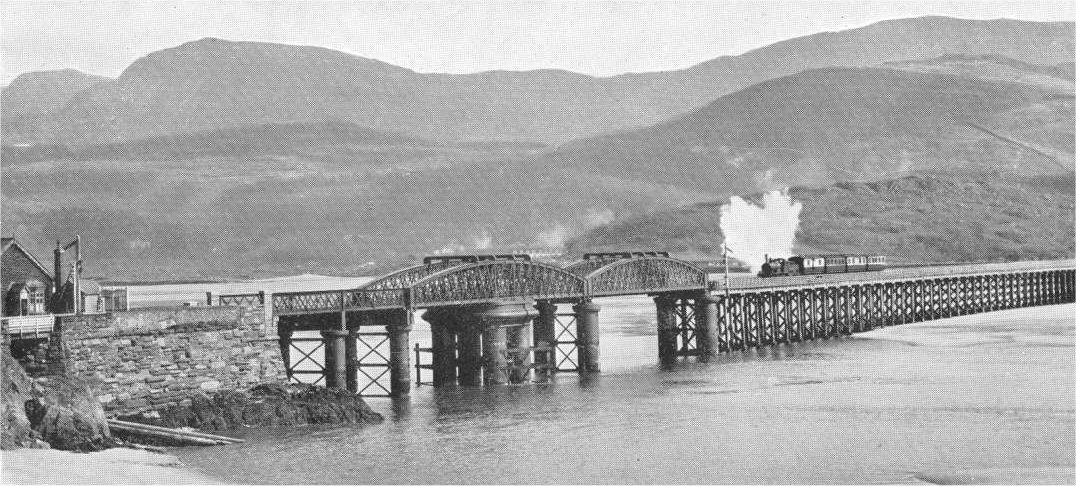
鉄道橋を渡る蒸気機関車牽引列車（1921年頃）

1867年6月3日から、高架橋は馬車（キャリッジ、英: carriages）の横断のために開かれ、そして10月10日に、鉄道橋は正式に開通し、線路を使用した蒸気機関車牽引の運行が開始された。

### 改修
1899年8月、カンブリアン鉄道（1865年に A&WCR を吸収）の最高技術責任者（英: chief engineer）アルフレッド・ジョーンズ・コリン (Alfred Jones Collin) が、跳ね橋の支間の鉄製部分の状態を調べるために水中検査を命じた。そこでそれらの支柱がひどく腐食し、その構造形態をむしばんでおり、2本の橋脚を除くすべての鉄製部分の取り替えが必要であることが発覚した。改修は同年12月に開始され、1902年末までに完成し、跳ね橋は旋回橋に置換された。1906-1908年には、橋の木材部分が完全に更新された。

### 戦後
第二次世界大戦後の1946年、残存した機雷が悪天候の折に沿岸の橋近くに漂着し、危うく橋が破壊されそうになった。報道によれば、機雷は1本の支柱を襲ったが、爆発せずに橋は損壊を免れた。
1960年代のビーチング・アックス（ビーチングの斧〈ビーチングカット、英: Beeching cuts〉）を受けて、1965年にサンゴセンとドルゲサイを経由するルアボン-バーマス線が閉鎖されると、バーマスを結ぶ旅客列車の運行は減少し、すべての輸送はシュルーズベリーからマハンセスとダヴィ・ジャンクションを経由する長く遅い路線をたどるようになった。モルヴァ・マウザッハ駅（旧バーマス・ジャンクション）からドルゲサイに至るかつての軌道は現在、ウォーキング、サイクリング・トレイルであるマウザッハ・トレイルとなっている。

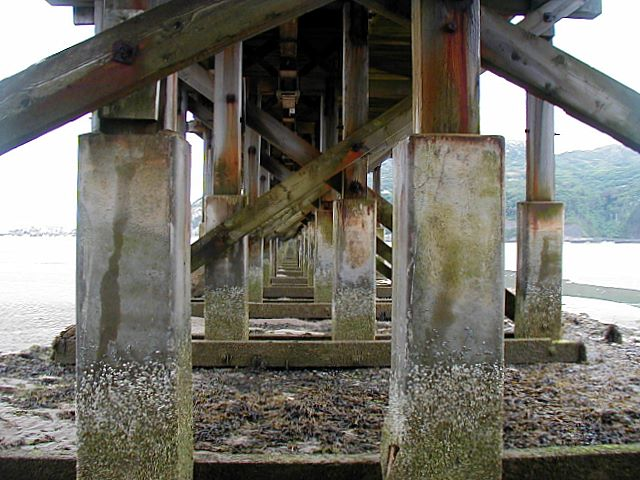
橋とその橋脚の下部
木製の橋脚の基部にかけてコンクリートで補強されている。

1980年になると、橋の500本の木造構脚（トレッスル）の杭が、川床の水深において海中用材食害虫（海虫類）であるフナクイムシ (Teredo navalis) の食害を受けており、その結果生じた損傷は橋の通行を脅かすほど深刻であった。フナクイムシが支柱69本をむしばんでいることがイギリス国鉄の潜水士によって明らかになり、その修理のために約250万ポンドの費用を要すると見積られた。1980年10月13日、高架橋は一時鉄道輸送を閉鎖し、次いで同年、機関車牽引の列車が禁止されたことで、ペンリンダイドライスの工場を往き来する爆発物の輸送など、タウィンからの運輸が損なわれ、マエントゥログ・ロード駅とコンウィ・ヴァレー線を通る経路が再選択された。グウィネズ評議会は、その地域の全観光事業の40パーセントが鉄道関連であることから、橋を永続的に閉鎖することに反対であった。政府は、修繕の資金調達のため欧州経済共同体 (EEC) から250万ポンドの助成を求め、460万ポンドが路線上の信号の整備に費やされた。
1985-1986年、橋は7か月間の補修工事のため再び往還を閉鎖し、その間に48本の杭を堅木のグリーンハート（英: greenheart、Chlorocardium〈クロロカルディウム属〉）に交換した。そのほかはグラウト材やガラス繊維補強コンクリートで覆って強化された。構脚においては、軋む木材と斜交いがベイマツ（英: Douglas fir）材に取り換えられた。鉄道の運行は、1986年4月に高架橋が開通したことで再開された。
1986年4月13日、修繕後の機関車牽引列車の再運行を祝して、イギリス国鉄37形ディーゼル機関車37427号機は Bont Y Bermo（ウェールズ語で「バーマス橋」、Bont〈橋〉Y Bermo〈バーマス〉）と名付けられた。機関車牽引列車については、重量制限がすべての橋の通行に課された後間もなく禁止された。

### 21世紀

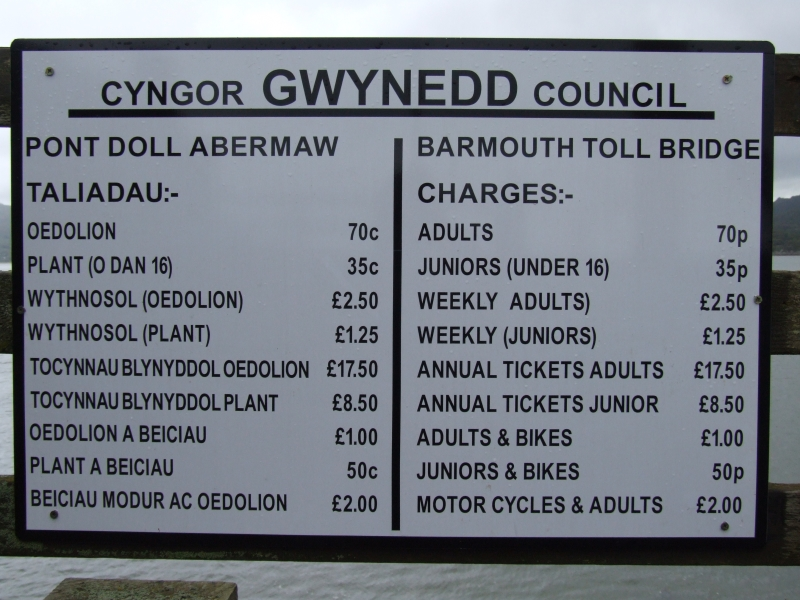
通行料が廃止される前のバーマスの有料橋（toll bridge）の料金表（2007年）

2005年に大規模な修理が行われた後、重量制限は最終的に緩和され、機関車牽引列車の横断が認められるようになった。

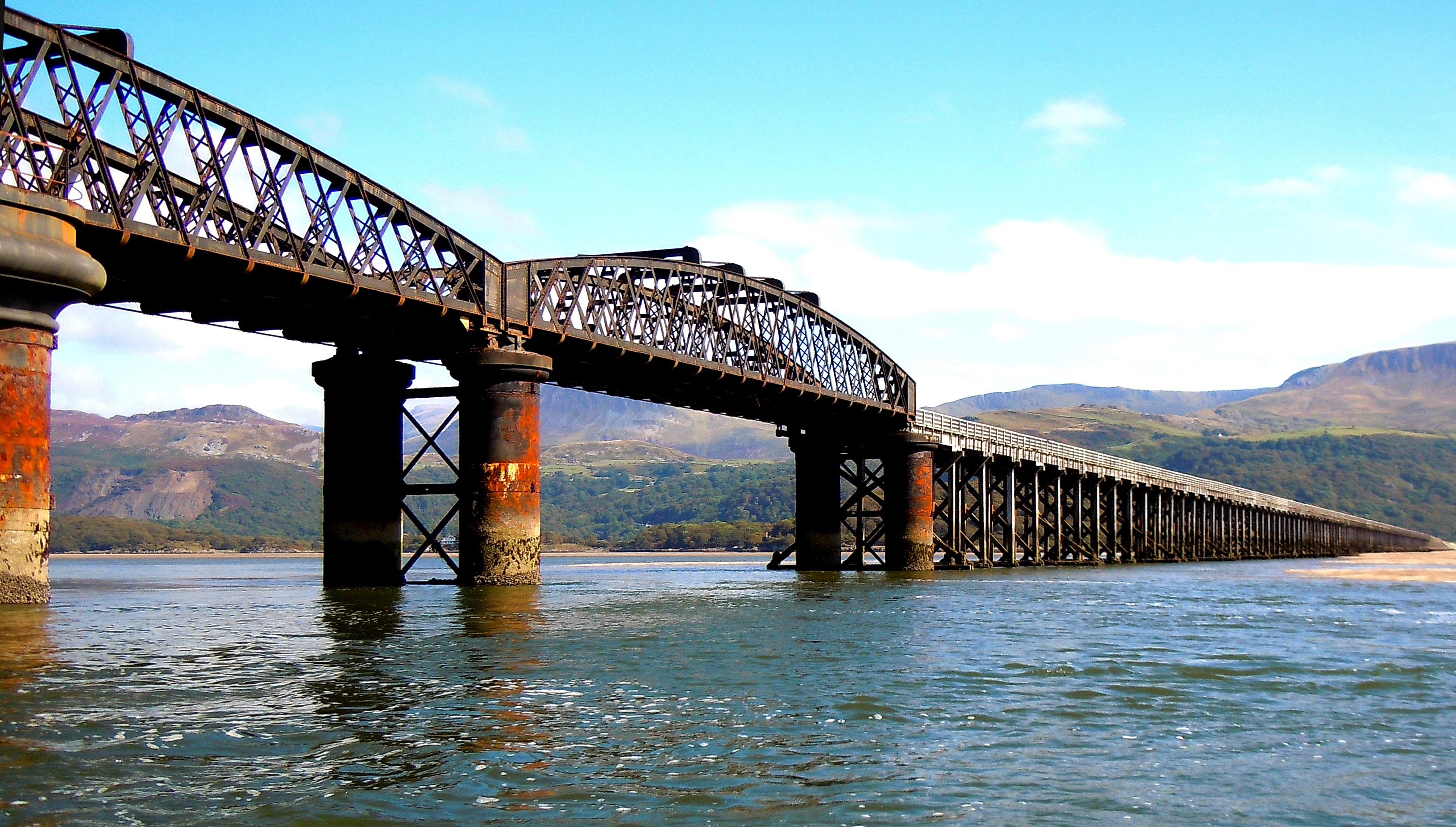
北西から見た橋梁（2014年）

2013年3月、連絡路が急勾配で狭く、乳母車や車椅子には適さないことから、町の中心から橋までの代替路の調査のため、バーマス・高架橋アクセスグループ (Barmouth Viaduct Access Group; B-VAG) が設立された。同年6月、通行料は徴収人が退去した後に廃止され、継続されなかった。しかし、評議会は橋の使用権と引き換えに、維持費においてこの年ネットワーク・レールに3万9405ポンドを支払う必要があり、赤字に陥った。
グウィネズ評議会は、2016年4月までに900万ポンドの節減にあたる必要があることから、費用を理由に歩行者や自転車に橋の閉鎖を提案した。橋の閉鎖は、2015年秋季の公開協議（パブリック・コンサルテーション、英: public consultation）にかけられた合計1300万ポンド費用節減の100を超える選択肢の1つであった。評議会は、ネットワーク・レールに年間3万800ポンドを維持費として支払う必要があった。「この非常に愛されているウォーキングならびにサイクリングのルートを閉鎖する施策を取りやめる」ことを評議会に求める請願は、1週間で2万人の署名を集めた。2016年2月、橋は閉鎖されないと報じられた。
2016年10月4日、バーマス高架橋は構造物の火災後1週間運行が閉鎖された。翌日、緊急を要する問題として、リズ・サヴィル・ロバーツ議員は橋の迅速な修復を求めた。
高架橋は2017年10月に150周年を迎え、これを記念して特別列車が運行され、花火大会が開催された。同月、ネットワーク・レール・ウェールズ最高執行責任者のビル・ケリーは、2019年から2024年のうちに約2000万ポンド余りの費用をかけてバーマス鉄道橋の長期継続を確保したいとの意向を示した。
2017年後半には、人道橋を渡る際に "Honesty Toll" として、大人1ポンド、小人50ペンスの寄付金をマスコット・キャラクター「トロール (Troll)」とともに募るようになり、以前の料金所が「トロール・ハウス」という名称に変更された。
2018年12月、再び橋の先行きが怪しいと報じられたが、2500万ポンドで3年間の修復プロジェクトが、2020年5月、ネットワーク・レールにより発表された。ネットワーク・レールは、大幅な基礎工事や杭打ちが必要な新しい橋の建設を検討していたが、再び改修することを選択したのは、木材は軽く、かつ1867年の建造物が伝統的な形式であることを重んじたことによる。
修復工事は、高架橋の多数の木材構成部、高架橋梁の金属支間、また同じくそこを横断する全長 820メートル (2,690 ft) の軌道全体を既存のものから置き換える。橋の旋回要素は復元されないものの、旋回橋に付随する主要な構造はすべて、1988年の指定建造物2*級に登録された構造物に準拠し、元来の位置に保持される。この工事は、路線間の道のりの速度を上げるものではなく、高架橋の長い横方向の構造がその安定性に制限を加えることから、最高速度は、旅客列車が 20 mph (32 km/h) 、貨物輸送が 10 mph (16 km/h) にとどまる。森林管理協議会 (Forest Stewardship Council; FSC) が認定したグリーンハートの堅木はガイアナ産のもので、厳しい条件下における長年の使用実績によって修復に調達され、それはフナクイムシの侵襲に耐性があることが知られる。
プロジェクトの第1段階は2020年11月に完了した。3期にわたる閉鎖工事計画のうち、第2段階は2021年9月から12月末にかけて実施され、人道の補修作業が翌2022年1月10日から2月中頃まで行われた後、9月から12月に鉄道橋の最終工事が予定されている。

## 参考資料
- Report to Cabinet: Barmouth Bridge (PDF) (Report). Gwynedd Council. 11 June 2013. 2020年12月6日時点のオリジナル (PDF)よりアーカイブ。2021年11月23日閲覧。
- Breverton, Terry (2009). Wales: A Historical Companion. Amberley Publishing. ISBN 978-1-4456-0990-4 2021年12月30日閲覧。
- Green, Peter J. (2022). Railways in North and Mid Wales in the Late 20th Century. Pen and Sword Books. ISBN 978-1-39909-122-0 2021年12月30日閲覧。
- Clemens, Jim (2003) [1959]. North Wales Steam Lines (DVD-Video). The Jim Clemens Collection No.6. Uffington, Shropshire: B&R Video Productions. Vol. 79。